# Hegemonie

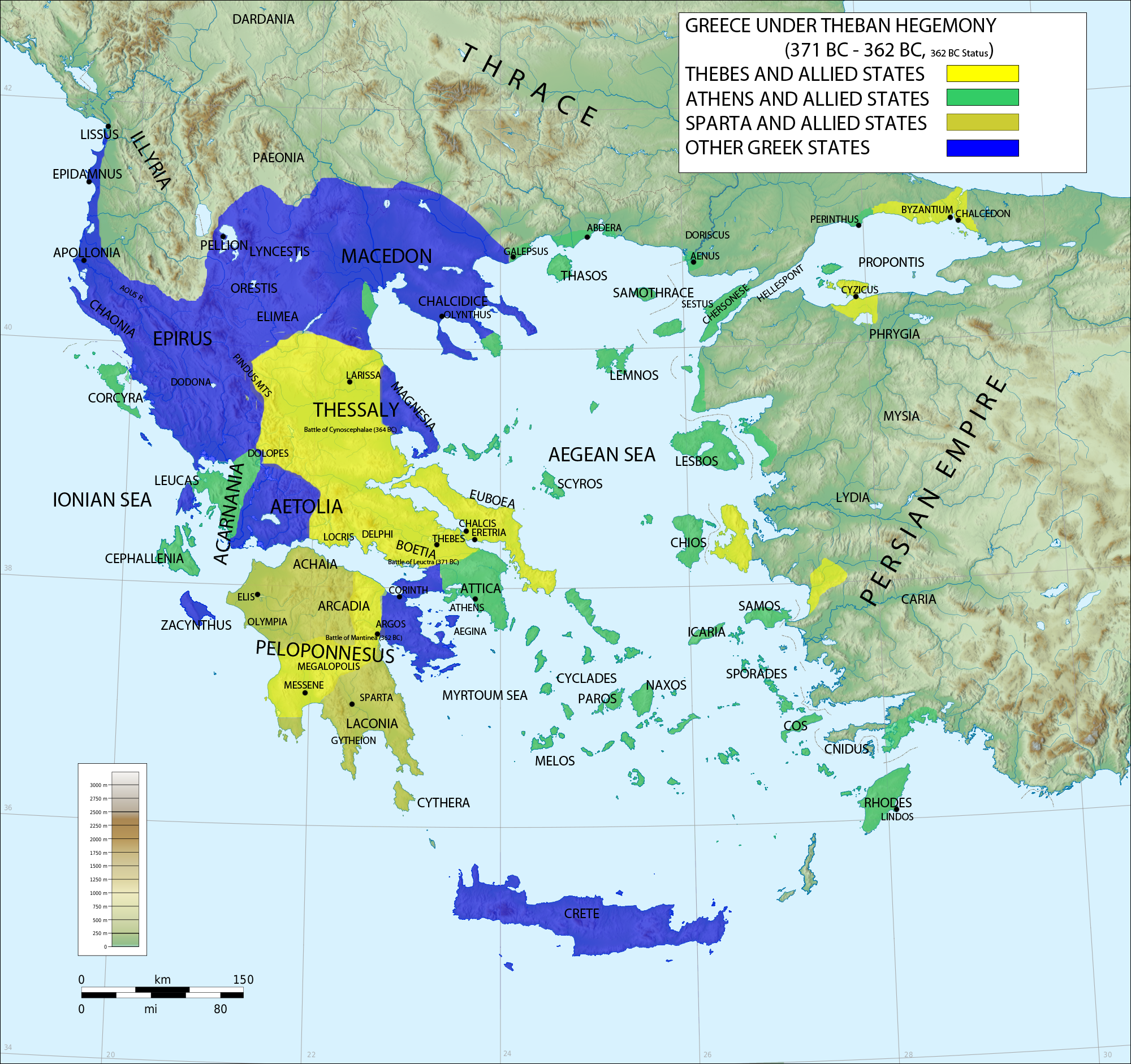
„Ameninţarea ameninţării”: Grecia antică sub hegemonia Tebei, 371–362 î.Hr.

Hegemonia (în greacă ἡγεμονία, hēgemonía, „conducere”, „domnie”) este o formă de guvernare imperială indirectă, în care statul lider „hegemon” conduce din punct de vedere geopolitic statele subordonate mai degrabă prin mijloacele implicite ale puterii, amenințării, decât prin forță militară directă.
Unii observatori asimilează termenul cu imperialismul, alții definesc hegemonia ca pe o capacitate de a stabili regulile sistemului internațional, dar câtă influență anume trebuie să aibă un hegemon asupra acestui proces, comparativ cu alte puteri, rămâne neclar.
Comunistul italian Antonio Gramsci, care a petrecut mai mulți ani în închisorile lui Mussolini, a elaborat cel mai cunoscut concept privind hegemonia. După părerea sa, hegemonia este definită de raportul între consens și forță: nu este posibilă nici fără constrângere, dar nici fără un consimțământ cât mai larg.
Tot Gramsci nota: Relația de „hegemonie” este, în mod necesar, legată de educație; ea ia naștere nu numai în interiorul unei națiuni, între diferitele forțe din care aceasta este compusă, ci și pe plan internațional și mondial, între ansambluri complexe, cum sunt civilizațiile naționale și continentale.